# Il Lombardia 2020
114. ročník jednodenního cyklistického závodu Il Lombardia se konal 15. srpna 2020. Vítězem se stal Dán Jakob Fuglsang z týmu Astana. Na druhém a třetím místě se umístili Novozélanďan George Bennett (Team Jumbo–Visma) a Rus Aleksandr Vlasov (Astana).
Závod se měl původně konat 10. října, ale kvůli pandemii covidu-19 byl v květnu přesunut na 31. října. V červenci však byl termín závodu přesunut na 15. srpna z důvodu přílišného množství odložených závodů na říjen.
Při sjezdu z Muro di Sormano najel Belgičan Remco Evenepoel (Deceuninck–Quick-Step) do nízké zdi na mostě, přes niž přepadl do rokle pod mostem. Evenepoel si zlomil pánev a pohmoždil pravou plíci, a tak musel odstoupit ze závodu.

## Týmy
Závodu se zúčastnilo celkem 25 týmů, všech 19 UCI WorldTeamů a 6 UCI ProTeamů. Každý tým přijel se 7 jezdci, kromě týmu Circus–Wanty Gobert s 6 jezdci. Na start se celkem postavilo 174 jezdců. Do cíle dojelo 86 jezdců a dalších 18 mimo časový limit.
UCI WorldTeamy
- AG2R La Mondiale
- Astana
- Bahrain–McLaren
- Bora–Hansgrohe
- CCC Team
- Cofidis
- Deceuninck–Quick-Step
- EF Pro Cycling
- Groupama–FDJ
- Israel Start-Up Nation
- Lotto–Soudal
- Mitchelton–Scott
- Movistar Team
- NTT Pro Cycling
- Ineos Grenadiers
- Team Jumbo–Visma
- Team Sunweb
- Trek–Segafredo
- UAE Team Emirates

UCI ProTeamy
- Alpecin–Fenix
- Androni Giocattoli–Sidermec
- Bardiani–CSF–Faizanè
- Circus–Wanty Gobert
- Gazprom–RusVelo
- Vini Zabù–KTM

## Výsledky
| Pořadí | Jezdec                      | Tým                    | Čas        |
| ------ | --------------------------- | ---------------------- | ---------- |
| 1      | Jakob Fuglsang (DEN)        | Astana                 | 5h 32' 54" |
| 2      | George Bennett (NZL)        | Team Jumbo–Visma       | + 31"      |
| 3      | Aleksandr Vlasov (RUS)      | Astana                 | + 51"      |
| 4      | Bauke Mollema (NED)         | Trek–Segafredo         | + 1' 19"   |
| 5      | Giulio Ciccone (ITA)        | Trek–Segafredo         | + 1' 40"   |
| 6      | Vincenzo Nibali (ITA)       | Trek–Segafredo         | + 3' 31"   |
| 7      | Maximilian Schachmann (GER) | Bora–Hansgrohe         | + 4' 31"   |
| 8      | Diego Ulissi (ITA)          | UAE Team Emirates      | + 5' 20"   |
| 9      | Ben Hermans (BEL)           | Israel Start-Up Nation | + 6' 00"   |
| 10     | Mathieu van der Poel (NED)  | Alpecin–Fenix          | + 6' 28"   |